# Saint-Jean-des-Champs
Saint-Jean-des-Champs är en kommun i departementet Manche i regionen Normandie i norra Frankrike. Kommunen ligger i kantonen La Haye-Pesnel som tillhör arrondissementet Avranches. År 2022 hade Saint-Jean-des-Champs 1 521 invånare.

## Befolkningsutveckling
Antalet invånare i kommunen Saint-Jean-des-Champs
| Referens: INSEE |